# Chiesa-oratorio di Sant'Antonio da Padova
La chiesa-oratorio di Sant'Antonio da Padova è un edificio religioso secentesco che si trova a Cereda, nel comune di Balerna.

## Storia
L'edificio fu costruito fra il 1685 e il 1688, ma fu profondamente modificato nel 1931 da Giacomo Alberti. Nell'occasione di questa modifica, che avrebbe dovuto preludere all'inversione dell'asse sul quale è costruita la chiesa, sulla facciata Torilo Conconi eseguì alcuni affreschi, sostituiti nel 1995 da un mosaico che raffigura Sant'Antonio da Padova realizzato da Gino Macconi. Dopo questa modifica della facciata gli affreschi di Conconi furono spostati in locale annesso, che ospita varie opere pittoriche dei secoli XVI-XIX.
Il romitorio che si trova sul portico risale invece al XVIII secolo, così come le edicole con le stazioni della Via Crucis che si trovano sulla strada che conduce alla chiesa. I bassorilievi in terracotta all'interno di queste ultime, invece, furono aggiunti nel 1931 da Fiorenzo Abbondio.

## Descrizione

### Esterni
La facciata dell'edificio, dotato di pianta longitudinale, si trova nella parte occidentale ed è preceduta da un portico colonnato, decorato nella sua parte sinistra con l'affresco di Pietro Verzetti che raffigura Episodi della vita di Sant'Antonio. Altri episodi della vita del santo sono raffigurati nell'atrio: si tratta di quattro affreschi di Alberto Bogani del 1948 e di due, che rappresentano la nascita e la morte del santo, dipinti nel 1860 da Antonio Rinaldi.
Il romitorio, invece, fu decorato nel 1931 con un graffito che rappresenta la finta abside poligonale della chiesa e i con i dipinti San Francesco d'Assisi e Decollazione di San Giovanni Battista.
La parte orientale della chiesa, invece, è arricchita da lesene.
Sulla parte della via Crucis troviamo il campanile. Su esso troviamo 5 campane datate 1948 e fuse dalla fonderia Barigozzi. Le 5 campane sono in tonalità La3, Si3, Do#4, Re4, Mi4 e sono elettrificate, recentemente sono stati cambiati i motori. Da video e foto storiche si deduce che prima del 1948 sul campanile non ci fossero state 5 campane ma bensì 2. Si può trovare sul sito della televisione svizzera (RSI)  il vecchio filmato della benedizione. 

### Interni
La copertura della navata è a vela, mentre quella del presbiterio - di forma quadrangolare e modificato nel 1969 da Alberto Finzi - è a botte. Quest'ultima volta è decorata con stucchi e con l'affresco settecentesco Gloria del santo. La navata ospita inoltre l'affresco, in quattro scene, con i Miracoli del Santo (tardo XVII-primo XVIII secolo), intorno al quale vi è una fascia sulla quale Antonio Rinaldi e altri artisti hanno raffigurato dieci episodi della vita di Sant'Antonio da Padova. Nella navata si trova anche una statua in legno della Madonna realizzata dalla scuola di Tommaso Rodari nel primo Cinquecento. Posteriore (1688) è invece l'altra statua in legno, che rappresenta Sant'Antonio da Padova e si trova sull'altare. Quest'ultimo, in stile barocco, è in stucco e decorato da volute e da un Crocifisso in legno secentesco. Il tabernacolo, infine, fu realizzato da Costantino Sassi nel 1985.

## Celebrazioni religiose
La statua lignea di Sant'Antonio viene portata in processione su una portantina con baldacchino ogni 25 anni, in una ricorrenza chiamata Giubileo di Sant'Antonio. La processione inizia nella chiesa-oratorio di Sant'Antonio da Padova e si conclude nella Chiesa di San Vittore martire.